# میلووکا (استان سیلسیان)
میلووکا (استان سیلسیان) (به لهستانی: Milówka) یک روستا در لهستان است که در گمینا میلووکا واقع شده‌است. میلووکا ۴٬۳۰۰ نفر جمعیت دارد.